# Конти (Венґровський повіт)
Конти (пол. Kąty) — село в Польщі, у гміні Коритниця Венґровського повіту Мазовецького воєводства.
Населення — 173 особи (2011).
У 1975-1998 роках село належало до Седлецького воєводства.

## Демографія
Демографічна структура станом на 31 березня 2011 року:
|          | Загалом | Допрацездатний вік | Працездатний вік | Постпрацездатний вік |
| -------- | ------- | ------------------ | ---------------- | -------------------- |
| Чоловіки | 83      | 16                 | 59               | 8                    |
| Жінки    | 90      | 21                 | 40               | 29                   |
| Разом    | 173     | 37                 | 99               | 37                   |